# Nathalie Herreman
Nathalie Herreman (Sainte-Adresse, 28 maart 1966) is een voormalig tennisspeelster uit Frankrijk. Herreman speelt linkshandig. Zij was actief in het proftennis van 1982 tot en met 1996, en bereikte haar beste resultaten op gravel.
Herreman is gehuwd met D. Bagby.

## Loopbaan

### Enkelspel
Herreman debuteerde in november 1982 op het WTA-toernooi van Brisbane. In mei 1983 had zij haar grandslamdebuut, op Roland Garros – door onder meer Rosalyn Fairbank te verslaan bereikte zij de derde ronde. In de jaren 1983, 1984 en 1986 was Herreman nationaal enkelspelkampioene van Frankrijk. Zij stond in 1986 voor het eerst in een finale, op het WTA-toernooi van Perugia – hier veroverde zij haar eerste titel, door de Zwitserse Csilla Bartos-Cserepy te verslaan. In 1989 won zij ook nog een ITF-titel, in Le Havre (Frankrijk).
Haar beste resultaat op de grandslamtoernooien is het bereiken van de vierde ronde, op Wimbledon 1990. Haar hoogste notering op de WTA-ranglijst is de 42e plaats, die zij bereikte in december 1986.

### Dubbelspel
Herreman behaalde in het dubbelspel betere resultaten dan in het enkelspel. Zij debuteerde in 1983 op Roland Garros, samen met landgenote Béatrice Guéry. Zij stond in 1987 voor het eerst in een finale, op het toernooi van Zürich, samen met landgenote Pascale Paradis – hier veroverde zij haar eerste titel, door het koppel Jana Novotná en Catherine Suire te verslaan. In 1988 won zij nog een tweede WTA-titel, in Aix-en-Provence, samen met landgenote Catherine Tanvier. In de periode 1988–1996 won Herreman ook nog vier ITF-titels, alle in Frankrijk.
Haar beste resultaat op de grandslamtoernooien is het bereiken van de kwartfinale, op Roland Garros 1988 samen met landgenote Pascale Paradis. Haar hoogste notering op de WTA-ranglijst is de 35e plaats, die zij bereikte in oktober 1988.

#### Gemengd dubbelspel
In de periode 1983–1996 nam Herreman elfmaal deel aan Roland Garros. Haar beste resultaat is het bereiken van de derde plaats, in 1986, met landgenoot Éric Winogradsky aan haar zijde.

## Posities op deWTA-ranglijst
Positie per einde seizoen:
| jaar | rang enkelspel | rang dubbelspel |
| ---- | -------------- | --------------- |
| 1983 | 113            | –               |
| 1984 | 125            | –               |
| 1985 | 126            | –               |
| 1986 | 42             | 142             |
| 1987 | 91             | 50              |
| 1988 | 95             | 56              |
| 1989 | 134            | 58              |
| 1990 | 62             | 94              |
| 1991 | 124            | 100             |
| 1992 | 182            | 152             |
| 1993 | 105            | 254             |
| 1994 | 176            | –               |
| 1995 | 368            | 373             |

## Palmares

### WTA-finaleplaatsen enkelspel
| nr.              | finale     | toernooi    | ondergrond | tegenstandster        | score    |
| ---------------- | ---------- | ----------- | ---------- | --------------------- | -------- |
| gewonnen finales |            |             |            |                       |          |
| 1.               | 1986-07-11 | WTA Perugia | gravel     | Csilla Bartos-Cserepy | 6-2, 6-4 |
| verloren finales |            |             |            |                       |          |
| geen             |            |             |            |                       |          |

### WTA-finaleplaatsen vrouwendubbelspel
| nr.              | finale     | toernooi            | ondergrond | partner           | tegenstandsters                    | score         |
| ---------------- | ---------- | ------------------- | ---------- | ----------------- | ---------------------------------- | ------------- |
| gewonnen finales |            |                     |            |                   |                                    |               |
| 1.               | 1987-11-01 | WTA Zürich          | tapijt (i) | Pascale Paradis   | Jana Novotná Catherine Suire       | 6-3, 2-6, 6-3 |
| 2.               | 1988-07-24 | WTA Aix-en-Provence | gravel     | Catherine Tanvier | Sandra Cecchini Arantxa Sánchez    | 6-4, 7-5      |
| verloren finales |            |                     |            |                   |                                    |               |
| 1.               | 1988-09-25 | WTA Parijs          | gravel     | Louise Field      | Alexia Dechaume Emmanuelle Derly   | 0-6, 2-6      |
| 2.               | 1989-09-24 | WTA Parijs          | gravel     | Catherine Suire   | Sandra Cecchini Patricia Tarabini  | 1-6, 1-6      |
| 3.               | 1989-10-15 | WTA Moskou          | tapijt (i) | Catherine Suire   | Larisa Savtsjenko Natallja Zverava | 3-6, 4-6      |
| 4.               | 1990-09-23 | WTA Parijs          | gravel     | Alexia Dechaume   | Kristin Godridge Kirrily Sharpe    | 6-4, 3-6, 1-6 |

### Gewonnen ITF-toernooien enkelspel
| nr. | finale     | toernooi | dotatie | ondergrond | tegenstandster in finale | score    |
| --- | ---------- | -------- | ------- | ---------- | ------------------------ | -------- |
| 1.  | 1989-12-10 | Le Havre | $10.000 | gravel     | Iwona Kuczyńska          | 6-4, 7-6 |

### Gewonnen ITF-toernooien dubbelspel
| nr. | finale     | toernooi   | dotatie | ondergrond | partner             | tegenstandsters in finale        | score    |
| --- | ---------- | ---------- | ------- | ---------- | ------------------- | -------------------------------- | -------- |
| 1.  | 1988-01-17 | Moulins    | $10.000 | gravel     | Karine Quentrec     | Caroline Billingham Anne Simpkin | 6-3, 6-3 |
| 2.  | 1989-12-10 | Le Havre   | $10.000 | gravel     | Catherine Suire     | Stefanie Rehmke Mirijam Schweda  | 6-2, 6-0 |
| 3.  | 1991-12-08 | Le Havre   | $25.000 | gravel     | Jevgenia Manjoekova | Gaby Coorengel Amy van Buuren    | 6-3, 6-4 |
| 4.  | 1996-05-12 | Le Touquet | $10.000 | gravel     | Karine Quentrec     | Anna Linkova Patty Van Acker     | 6-1, 6-1 |

## Resultaten grandslamtoernooien
| Legenda | Legenda                          |
| ------- | -------------------------------- |
| g.t.    | geen toernooi gehouden           |
| l.c.    | lagere categorie                 |
| –       | niet deelgenomen                 |
| G       | uitgeschakeld in de groepsfase   |
| 1R      | uitgeschakeld in de eerste ronde |
| 2R      | uitgeschakeld in de tweede ronde |
| 3R      | uitgeschakeld in de derde ronde  |
| 4R      | uitgeschakeld in de vierde ronde |
| KF      | uitgeschakeld in de kwartfinale  |
| HF      | uitgeschakeld in de halve finale |
| F       | de finale verloren               |
| W       | het toernooi gewonnen            |
| w-v     | winst/verlies-balans             |

### Enkelspel
| toernooi        | 1983 | 1984 | 1985 | 1986 | 1987 | 1988 | 1989 | 1990 | 1991 | 1992 | 1993 | 1994 | 1995 |
| --------------- | ---- | ---- | ---- | ---- | ---- | ---- | ---- | ---- | ---- | ---- | ---- | ---- | ---- |
| Australian Open | –    | –    | –    | g.t. | –    | –    | 2R   | 1R   | 1R   | 1R   | 1R   | –    | –    |
| Roland Garros   | 3R   | 2R   | 2R   | 2R   | 3R   | 1R   | 1R   | 3R   | 1R   | 1R   | 1R   | 1R   | 1R   |
| Wimbledon       | –    | 1R   | –    | 2R   | 1R   | 2R   | 1R   | 4R   | 2R   | 1R   | –    | –    | –    |
| US Open         | –    | 2R   | –    | 1R   | 1R   | 3R   | 2R   | 1R   | 3R   | –    | –    | –    | –    |

### Vrouwendubbelspel
| toernooi        | 1983 | 1984 | 1985 | 1986 | 1987 | 1988 | 1989 | 1990 | 1991 | 1992 | 1993 |
| --------------- | ---- | ---- | ---- | ---- | ---- | ---- | ---- | ---- | ---- | ---- | ---- |
| Australian Open | –    | –    | –    | g.t. | –    | –    | 2R   | 1R   | 1R   | 1R   | 1R   |
| Roland Garros   | 1R   | 2R   | 1R   | 1R   | 3R   | KF   | 2R   | 1R   | 1R   | 1R   | –    |
| Wimbledon       | –    | 1R   | –    | –    | –    | 1R   | 1R   | 2R   | 1R   | –    | –    |
| US Open         | –    | 1R   | –    | –    | 1R   | 1R   | 2R   | 1R   | 2R   | –    | –    |

### Gemengd dubbelspel
| Australian Open | g.t. | g.t. | g.t. | g.t. | –  | –  | –  | –  | –  | –  | –  |
| Roland Garros   | 2R   | 2R   | 1R   | 3R   | 1R | 1R | 2R | 2R | 1R | 1R | 1R |
| Wimbledon       | –    | –    | –    | –    | –  | –  | –  | –  | –  | –  | –  |
| US Open         | –    | –    | –    | –    | –  | –  | –  | –  | –  | –  | –  |